# داویده گیسلاندی
داویده گیسلاندی (انگلیسی: Davide Ghislandi؛ زادهٔ ۱۶ ژوئن ۲۰۰۱) بازیکن فوتبال اهل ایتالیا است.
وی همچنین در تیم‌های ملی فوتبال زیر ۱۵ سال ایتالیا، زیر ۱۶ سال ایتالیا، زیر ۱۷ سال ایتالیا، زیر ۱۸ سال ایتالیا، و زیر ۱۹ سال ایتالیا بازی کرده‌است.